# Zoochlorella
Zoochlorella es un nomen conservandum de un género de alga verde asignado a Chlorella. El término zoochlorella (plural zoochlorellae) a veces es utilizado para referirse a todo tipo de alga verde que vive simbioticamente dentro del cuerpo un invertebrado o protozoo de agua dulce o marino. Tanto Zoochlorellae como zooxanthellae se encuentran en las Anthopleura elegantissima y Anthopleura xanthogrammica de la costa del Pacífico.
La analogía entre Zoochlorella y los cloroplastos fue usada por el botánico Konstantin Mereschkowski en 1905 para sostener el origen simbiótico de los cloroplastos (entonces llamados 'cromatoforos', un término que en la actualidad es utilizado para referirse a estructuras completamente diferentes).
Los Zoochlorellae son responsables del volor verdoso de los tentáculos de las anémonas de mar.

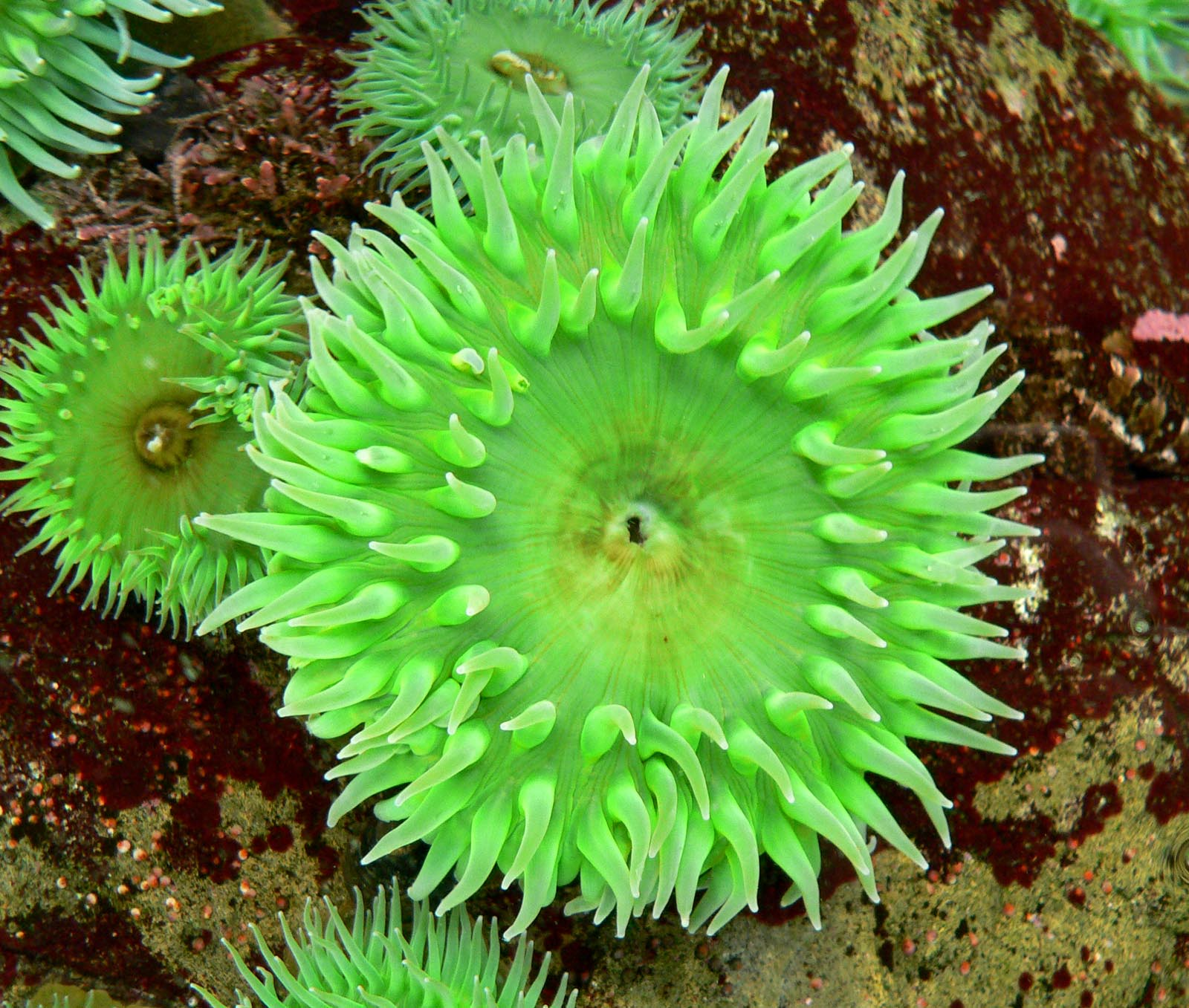
Anthopleura xanthogrammica debe su color verde a Zoochlorella